# Дискография на Лана Дел Рей
Към януари 2018 г. Лана Дел Рей е продала 48 милиона записа (31 милиона сингли и 17 милиона албума).

## Албуми

### Студийни албуми
| Албум                                               | Детайли | Позиция в класация | Позиция в класация | Позиция в класация | Позиция в класация | Позиция в класация | Позиция в класация | Позиция в класация | Позиция в класация | Позиция в класация | Позиция в класация | Продажби                                                                                      | Сертификации |
| Албум                                               | Детайли |                    |                    |                    |                    |                    |                    |                    |                    | [ 1 ]              |                    | Продажби                                                                                      | Сертификации |
| --------------------------------------------------- | --- | ------------------ | ------------------ | ------------------ | ------------------ | ------------------ | ------------------ | ------------------ | ------------------ | ------------------ | ------------------ | --------------------------------------------------------------------------------------------- | --- |
| Born To Die                                         | - Издаден: 31 януари 2012 - Формат: CD, LP, дигитален формат - Компания: Polydor, Interscope                             | 2                  | 1                  | 3                  | 1                  | 1                  | 5                  | 2                  | 2                  | 1                  | 1                  | Свят: 7 000 000 - : 1 500 000 - : 1 500 000 - : 140 000 - : 160 000 - : 1 000 000 - : 600 000 | - : 3 пъти платинен - : 2 пъти платинен - : 5 пъти платинен - : Диамантен - : 3 пъти платинен - : Платинен - : Платинен - : 2 пъти платинен - : 3 пъти платинен - : 2 пъти платинен |
| Ultraviolence                                       | - Издаден: 17 юли 2014 - Формат: CD, LP, дигитален формат - Компания: Polydor, Interscope                                | 1                  | 1                  | 1                  | 2                  | 3                  | 2                  | 2                  | 2                  | 2                  | 1                  | Свят: 2 000 000 - : 600 000 - : 400 000 - : 100 000 - : 100 000                               | - : Платинен - : Златен - : Платинен - : Платинен - : Златен - : Златен - : Златен                                                                                                  |
| Honeymoon                                           | - Издаден: 18 септември 2015 - Формат: CD, LP, дигитално сваляне, стрийминг, аудиокасета - Компания: Polydor, Interscope | 2                  | 1                  | 3                  | 3                  | 4                  | 2                  | 2                  | 3                  | 3                  | 2                  | Свят: 600 000 - : 250 000 - : 150 000                                                         | - : Златен - : Сребърен - : Златен - : Платинен - : Златен |
| Lust for Life                                       | - Издаден: 21 юни 2017 - Формат: CD, LP, дигитално сваляне, стрийминг, аудиокасета - Компания: Polydor, Interscope       | 1                  | 1                  | 1                  | 3                  | 8                  | 6                  | 2                  | 1                  | 2                  | 1                  | Свят: 500 000 - : 100 000 - : 150 000                                                         | - : Златен - : Платинен |
| Norman Fucking Rockwell!                            | - Издаден: 30 август 2019 - Формат: CD, LP, дигитално сваляне, стрийминг, аудиокасета - Компания: Polydor, Interscope    | 3                  | 4                  | 3                  | 4                  | 5                  | 5                  | 5                  | 2                  | 1                  | 1                  | - : 100 000 - : 250 000                                                                       | - : Златен - : Златен - : Платинен |
| Chemtrails over the Country Club                    | - Издаден: 19 март 2021 - Формат: CD, LP, дигитално сваляне, стрийминг, аудиокасета - Компания: Polydor, Interscope      | 2                  | 2                  | 5                  | 3                  | 3                  | 7                  | 2                  | 3                  | 1                  | 1                  |                                                                                               | - : Сребърен |
| Blue Banisters                                      | - Издаден: 22 октомври 2021 - Формат: CD, LP, дигитално сваляне, стрийминг, аудиокасета - Компания: Polydor, Interscope  | 8                  | 3                  | 10                 | 7                  | 6                  | 18                 | 8                  | 20                 | 6                  | 2                  |                                                                                               | - : Сребърен |
| Did You Know That There's a Tunnel Under Ocean Blvd | - Издаден: 24 март 2021 - Формат: CD, LP, дигитално сваляне, стрийминг, аудиокасета - Компания: Polydor, Interscope      | 3                  | 1                  | 3                  | 2                  | 3                  | 8                  | 1                  | 6                  | 4                  | 1                  | - : 100 000                                                                                   | - : Сребърен |

### Преиздания
| Албум | Позиция в класация | Позиция в класация | Позиция в класация | Позиция в класация | Позиция в класация | Позиция в класация | Позиция в класация | Позиция в класация | Позиция в класация | Позиция в класация | Продажби                                       | Сертификации                           |
| Албум |                    |                    |                    |                    |                    |                    |                    |                    |                    |                    | Продажби                                       | Сертификации                           |
| --- | ------------------ | ------------------ | ------------------ | ------------------ | ------------------ | ------------------ | ------------------ | ------------------ | ------------------ | ------------------ | ---------------------------------------------- | -------------------------------------- |
| Born To Die: The Paradise Edition - Издаден: 9 ноември 2012 - Формат: CD, LP, дигитален формат - Компания: Polydor, Interscope | —                  | 17                 | —                  | —                  | —                  | —                  | —                  | 6                  | —                  | —                  | Свят: 250 000 - : 70 000 - : 50 000 - : 15 000 | - : Платинена - : Златна - : Платинена |

### EP-та
| Албум                                                                                                 | Позиция в класация                                                                    | Позиция в класация | Позиция в класация | Позиция в класация | Позиция в класация | Позиция в класация | Продажби    |   |  |
| --- | ------------------------------------------------------------------------------------- | ------------------ | ------------------ | ------------------ | ------------------ | ------------------ | ----------- | - |  |
| Албум                                                                                                 | Kill Kill - Издаден: 21 октомври 2008 - Формат: дигитален формат - Компания: 5 Points | —                  | —                  | —                  | —                  | —                  | Продажби    | — |  |
| Lana Del Rey - Издаден: 10 януари 2012 - Формат: дигитален формат - Компания: Polydor, Interscope     | 20                                                                                    | —                  | 18                 | —                  | —                  | —                  | - : 24 000  |   |  |
| Paradise - Издаден: 9 ноември 2012 - Формат: CD, LP, дигитален формат - Компания: Polydor, Interscope | 10                                                                                    | 19                 | 10                 | —                  | 19                 | —                  | - : 332 000 |   |  |
| Tropico - Издаден: 6 декември 2013 - Формат: дигитален формат - Компания: Polydor, Interscope         | —                                                                                     | —                  | —                  | —                  | —                  | —                  |             |   |  |

## Сингли
| Година | Заглавие                                                           | Позиция в класация | Позиция в класация | Позиция в класация | Позиция в класация | Позиция в класация | Позиция в класация | Позиция в класация | Позиция в класация | Позиция в класация | Позиция в класация | Сертификации | Албум                            |
| Година | Заглавие                                                           |                    |                    |                    |                    |                    |                    |                    |                    | [ 1 ]              |                    | Сертификации | Албум                            |
| ------ | ------------------------------------------------------------------ | ------------------ | ------------------ | ------------------ | ------------------ | ------------------ | ------------------ | ------------------ | ------------------ | ------------------ | ------------------ | --- | -------------------------------- |
| 2011   | „Video Games“                                                      | 91                 | 23                 | 72                 | 2                  | 1                  | 27                 | —                  | 56                 | 2                  | 9                  | - : 2 пъти платинен - : Платинен - : 2 пъти платинен - : Златен - : 3 пъти златен - : Златен - : Платинен                         | Born To Die                      |
| 2011   | „Born To Die“                                                      | —                  | 34                 | —                  | 13                 | 29                 | 15                 | —                  | 59                 | 13                 | 9                  | - : 2 пъти платинен - : Златен - : Златен - : Платинен - : Сребърен                                                               | Born To Die                      |
| 2012   | „Blue Jeans“                                                       | —                  | —                  | —                  | 16                 | —                  | 49                 | —                  | —                  | 39                 | 32                 | - : 2 пъти платинен - : Златен - : Златен - : Златен                                                                              | Born To Die                      |
| 2012   | „Summertime Sadness“                                               | 6                  | 3                  | 7                  | 10                 | 4                  | 6                  | 30                 | 20                 | 3                  | 4                  | - : 6 пъти платинен - : Платинен - : 4 пъти платинен - : 2 пъти платинен - : Платинен - : 2 пъти платинен - : Платинен - : Златен | Born To Die                      |
| 2012   | „National Anthem“                                                  | —                  | —                  | —                  | 152                | —                  | —                  | —                  | —                  | —                  | 92                 | - : Платинен - : Сребърен | Born To Die                      |
| 2012   | „Ride“                                                             | —                  | 89                 | —                  | 56                 | 44                 | —                  | —                  | —                  | 20                 | 32                 | - : Платинен - : Сребърен | Paradise                         |
| 2013   | „Young and Beautiful“                                              | 22                 | 8                  | 45                 | 31                 | 50                 | 8                  | 23                 | 39                 | 31                 | 23                 | - : 5 пъти платинен - : 4 пъти платинен - : Платинен - : Платинен - : Златен - : Платинен                                         | Великият Гетсби – Саундтрак      |
| 2014   | „West Coast“                                                       | 18                 | 44                 | 26                 | 34                 | 22                 | 18                 | 31                 | —                  | 13                 | 21                 | - : Платинен - : Сребърен | Ultraviolence                    |
| 2014   | „Shades Of Cool“                                                   | 79                 | 50                 | 52                 | 37                 | —                  | 35                 | —                  | —                  | 43                 | —                  | - : Златен | Ultraviolence                    |
| 2014   | „Ultraviolence“                                                    | 70                 | —                  | 38                 | 88                 | —                  | —                  | —                  | —                  | —                  | —                  | - : Златен | Ultraviolence                    |
| 2014   | „Brooklyn Baby“                                                    | —                  | 35                 | 60                 | 33                 | —                  | 50                 | 19                 | —                  | 16                 | 86                 | - : Златен | Ultraviolence                    |
| 2015   | „High By The Beach“                                                | 51                 | 51                 | 39                 | 14                 | 75                 | 93                 | —                  | —                  | 58                 | 60                 | - : Златен | Honeymoon                        |
| 2015   | „Music To Watch Boys To“                                           | —                  | —                  | —                  | 117                | —                  | —                  | —                  | —                  | —                  | 186                | | Honeymoon                        |
| 2017   | „Love“                                                             | 44                 | 41                 | 48                 | 12                 | 68                 | 53                 | —                  | 49                 | 27                 | 41                 | - : Платинен - : Сребърен - : Златен - : Златен                                                                                   | Lust for Life                    |
| 2017   | „Lust For Life“ (с участието на Дъ Уикенд)                         | 64                 | 44                 | 39                 | 19                 | 65                 | 58                 | —                  | 29                 | 48                 | 38                 | - : Платинен - : Сребърен | Lust for Life                    |
| 2017   | „Groupie Love“ (с участието на Ей Ес Ей Пи Роки)                   | —                  | —                  | —                  | 142                | —                  | —                  | —                  | —                  | —                  | —                  | | Lust for Life                    |
| 2019   | „Doin' Time“                                                       | 59                 | —                  | 60                 | 162                | —                  | —                  | —                  | —                  | 70                 | 42                 | - : Платинен - : Сребърен - : Златен                                                                                              | Norman Fucking Rockwell!         |
| 2019   | „Don't Call Me Angel“ (колаборация с Ариана Гранде и Майли Сайръс) | 13                 | 4                  | 7                  | 64                 | 11                 | 39                 | 6                  | 25                 | 4                  | 2                  | - : Сребърен - : Златен - : Златен                                                                                                | Ангелите на Чарли – Саундтрак    |
| 2020   | Let Me Love You like a Woman                                       | —                  | —                  | —                  | —                  | —                  | —                  | —                  | 100                | 85                 | 87                 | | Chemtrails over the Country Club |
| 2023   | "Say Yes to Heaven"                                                | 54                 | 20                 | 34                 | 90                 | 41                 | —                  | 10                 | 28                 | —                  | 9                  | - : Платинен - : Сребърен - : 4 пъти платинен - : Златен                                                                          |                                  |

### Промоционални сингли
| Година | Заглавие                                                       | Позиция в класация | Позиция в класация | Позиция в класация | Позиция в класация | Позиция в класация | Позиция в класация | Позиция в класация | Позиция в класация | Позиция в класация | Позиция в класация | Албум                  |
| Година | Заглавие                                                       |                    |                    |                    |                    |                    |                    |                    |                    |                    |                    | Албум                  |
| ------ | -------------------------------------------------------------- | ------------------ | ------------------ | ------------------ | ------------------ | ------------------ | ------------------ | ------------------ | ------------------ | ------------------ | ------------------ | ---------------------- |
| 2011   | „Off to the Races“                                             | —                  | —                  | —                  | —                  | —                  | —                  | —                  | —                  | —                  | —                  | Born to Die            |
| 2012   | „Carmen“                                                       | —                  | —                  | —                  | —                  | —                  | —                  | —                  | —                  | —                  | —                  | Born to Die            |
| 2012   | „Blue Velvet“                                                  | —                  | —                  | —                  | 40                 | 49                 | —                  | —                  | —                  | 42                 | 60                 | Paradise               |
| 2013   | „Dark Paradise“                                                | —                  | —                  | —                  | —                  | 45                 | —                  | —                  | —                  | 48                 | —                  | Born to Die            |
| 2013   | „Burning Desire“                                               | —                  | —                  | —                  | —                  | —                  | —                  | —                  | —                  | —                  | 172                | Paradise               |
| 2013   | „Young and Beautiful (Remix)“ (с участието на Cedric Gervais)  | —                  | —                  | —                  | —                  | —                  | —                  | 38                 | —                  | —                  | —                  | Не-включена в албум    |
| 2014   | „Once Upon A Dream“                                            | —                  | 96                 | —                  | 122                | —                  | —                  | —                  | —                  | —                  | 60                 | Maleficent – саундтрак |
| 2014   | „Black Beauty“                                                 | —                  | —                  | —                  | —                  | —                  | —                  | —                  | —                  | —                  | 179                | Ultraviolence          |
| 2013   | „Terrence Loves You“                                           | —                  | —                  | —                  | 128                | —                  | —                  | —                  | —                  | —                  | 188                | Honeymoon              |
| 2013   | „Honeymoon“                                                    | —                  | —                  | —                  | 154                | —                  | —                  | —                  | —                  | —                  | —                  | Honeymoon              |
| 2014   | „Freak“                                                        | —                  | —                  | —                  | —                  | —                  | —                  | —                  | —                  | —                  | —                  | Honeymoon              |
| 2017   | „Coachella – Woodstock in My Mind“                             | —                  | —                  | —                  | 82                 | —                  | —                  | —                  | —                  | —                  | —                  | Lust for Life          |
| 2017   | „Summer Bummer“ (с участието на ЕйЕсЕйПи Роки & Плейбой Карти) | —                  | —                  | 80                 | 135                | —                  | —                  | —                  | —                  | —                  | 81                 | Lust for Life          |